# 칼리드 이븐 알왈리드 스타디움
칼리드 이븐 알왈리드 스타디움(아랍어: ملعب خالد بن الوليد)는 시리아, 홈스에 위치한 다목적 경기장이다. 현재 주로 축구 경기장으로 이용되며 알카라마와 알와트바의 홈구장으로 사용된다. 수용 인원은 32,000명이다.